# 布萊克莫爾 (阿肯色州)
布萊克莫爾（英語：Blakemore）是位於美國阿肯色州洛諾克縣的一個非建制地區。該地的面積和人口皆未知。

## 地理
布萊克莫爾的座標為34°36′17″N 91°52′55″W / 34.60472°N 91.88194°W，而該地的平均海拔高度為67米（即220英尺）。